# Zhejral
Zhejral je rybník v pramenné části Studenského potoka, poblíž obce Klatovec v okrese Jihlava, severně od samoty Planiště. Je i s přilehlými rašeliništi chráněn jako národní přírodní památka. Chráněné území leží v nadmořské výšce 680–690 metrů. Spravuje ji AOPK ČR, RP Správa CHKO Žďárské vrchy.
Důvodem ochrany je zachování posledního nenarušeného zbytku rozsáhlých rašelinišť. Součástí rezervace je i stejnojmenný rybník.

## Galerie

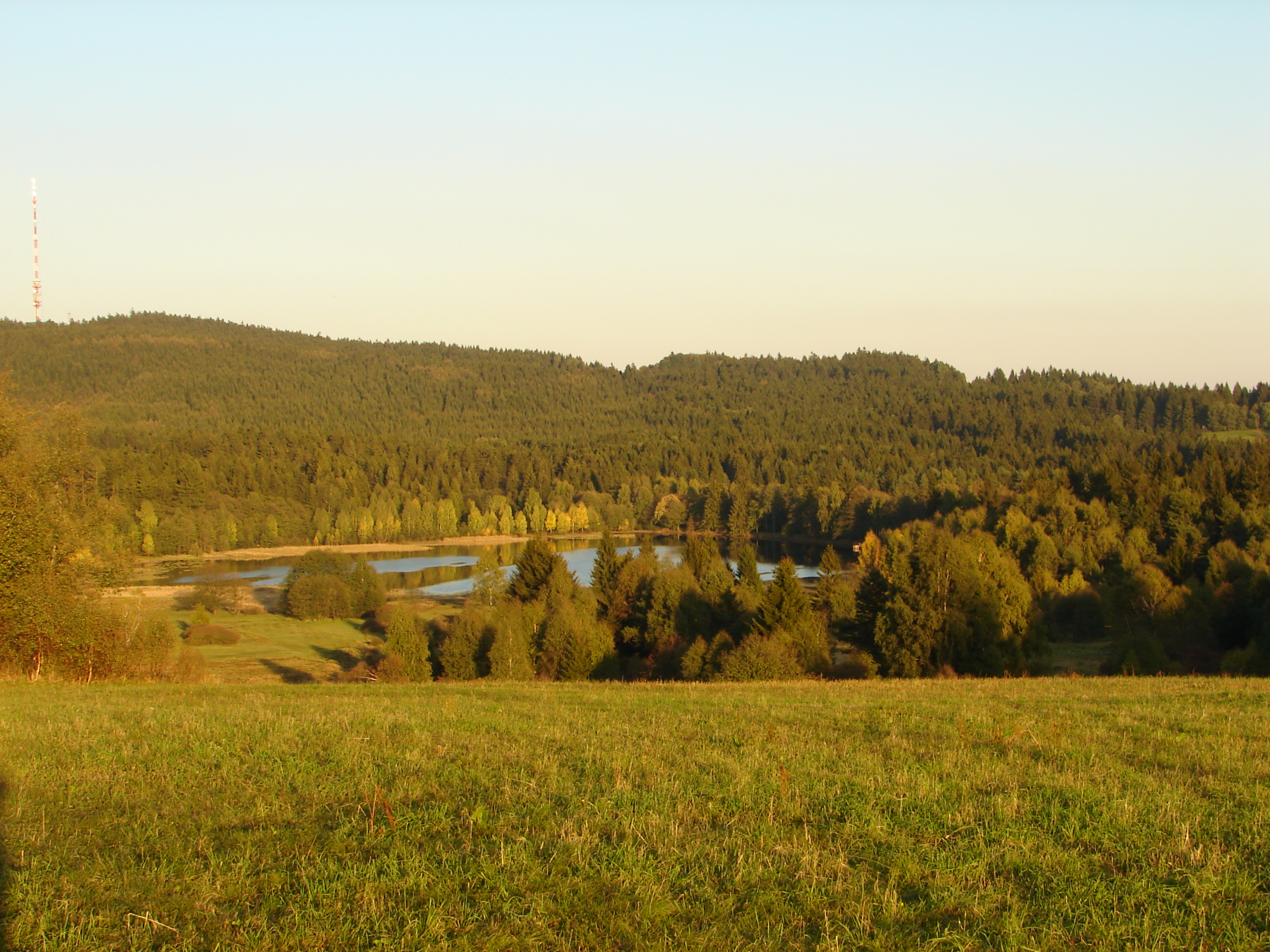
NPR Zhejral – bližší pohled na rybník Zhejral ze západu
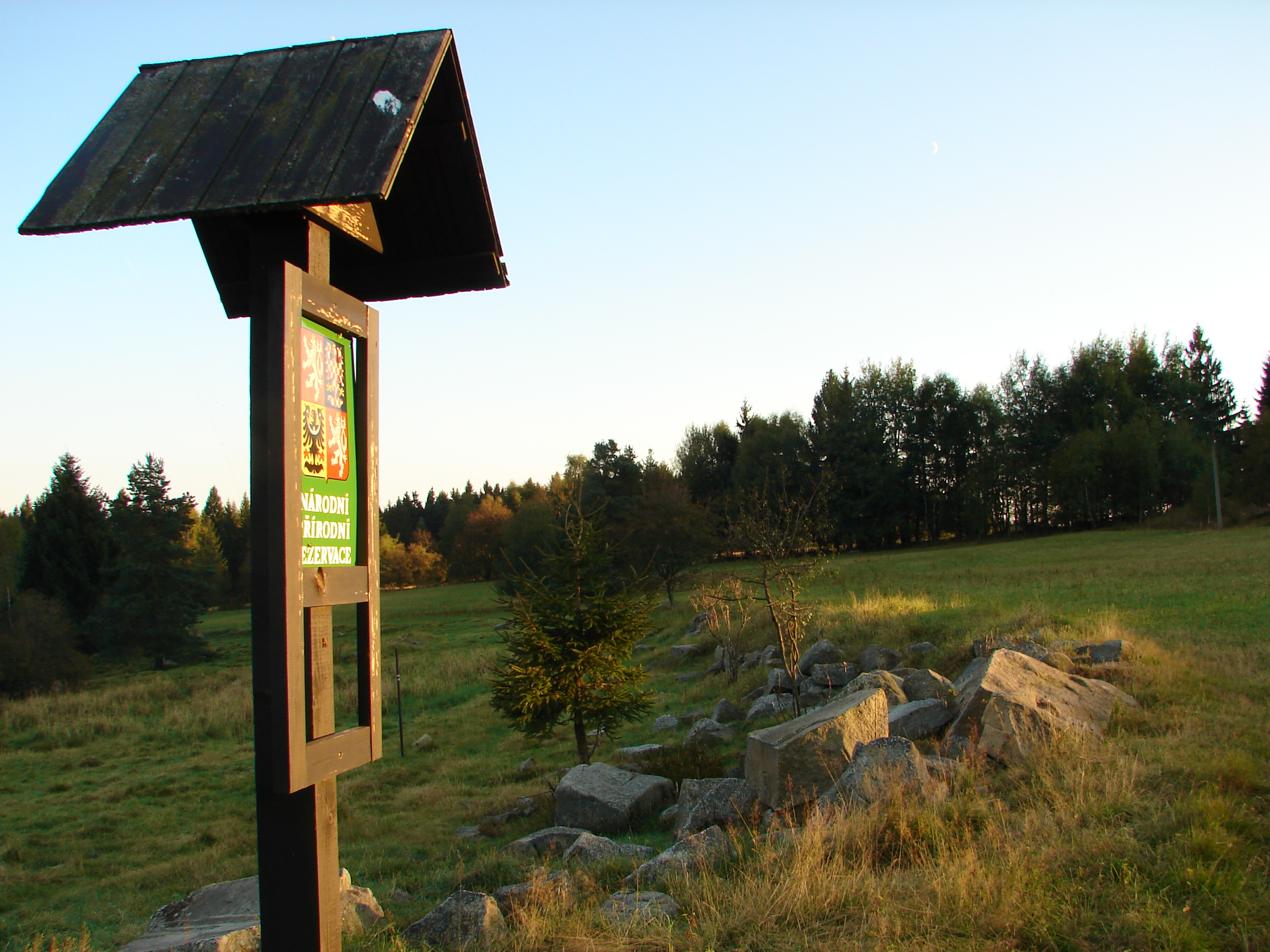
Kamenné terásky
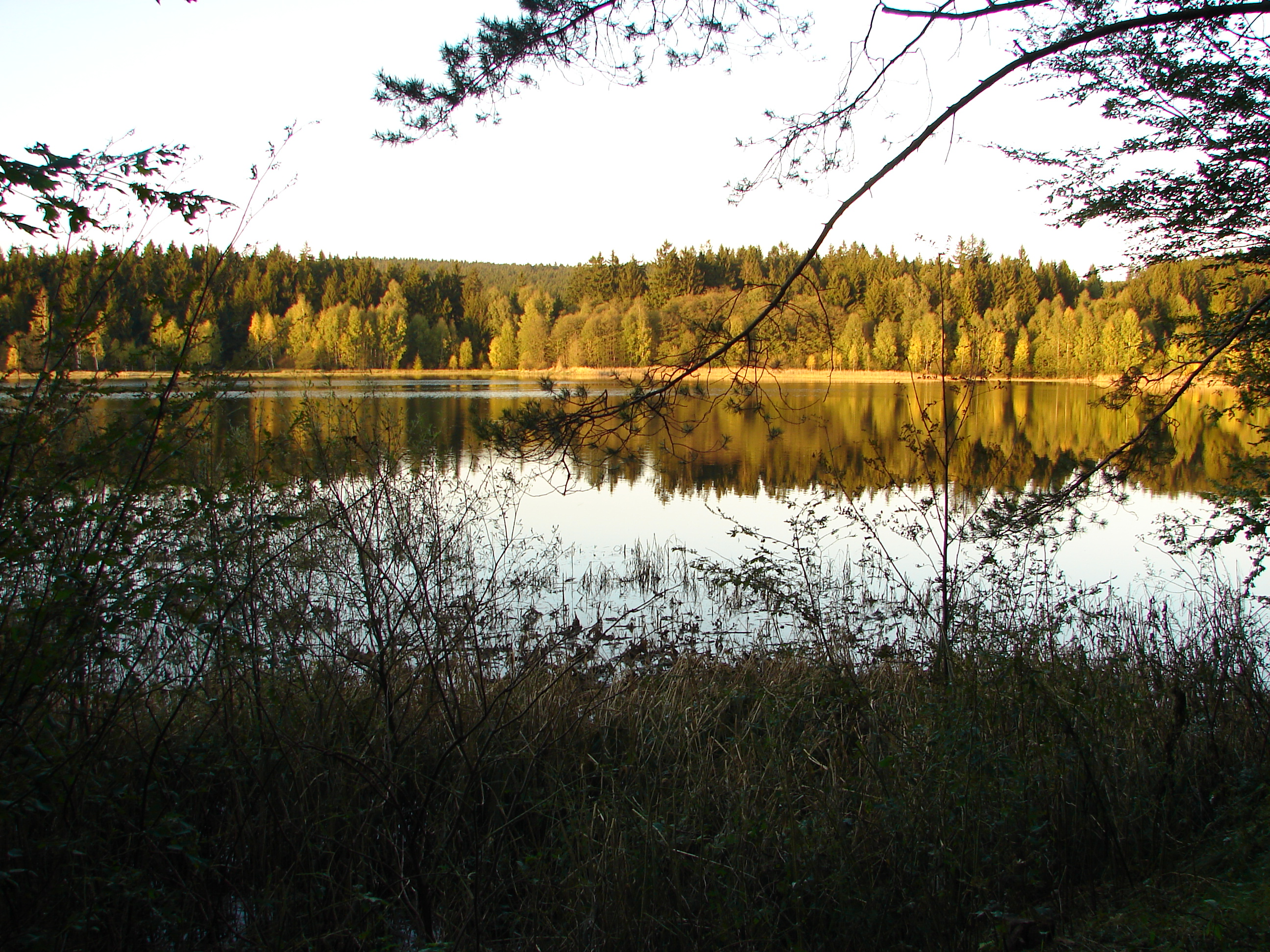
Rybník Zhejral z hráze
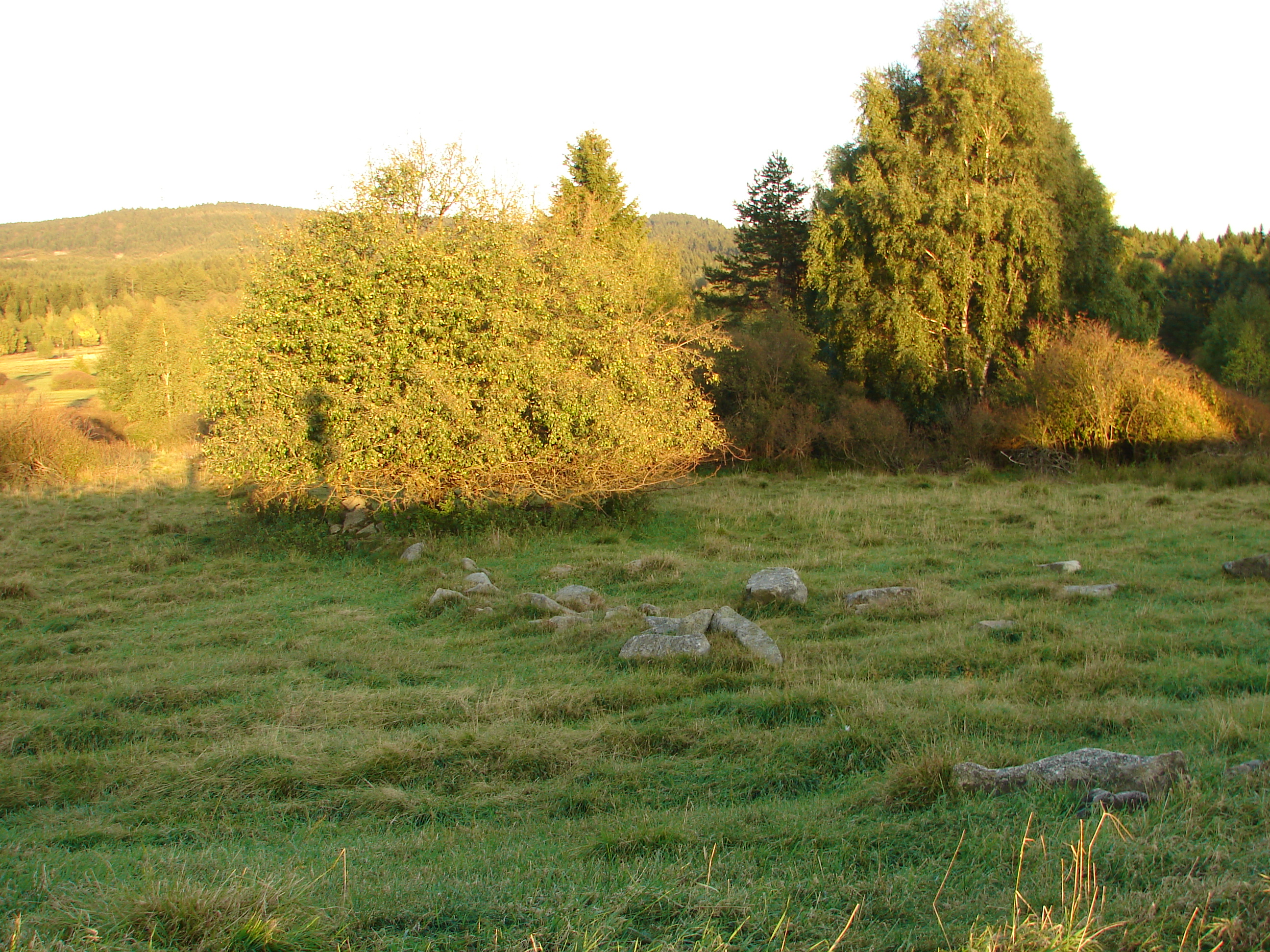
Typická podoba luk na Vysočině s horninovým výchozem
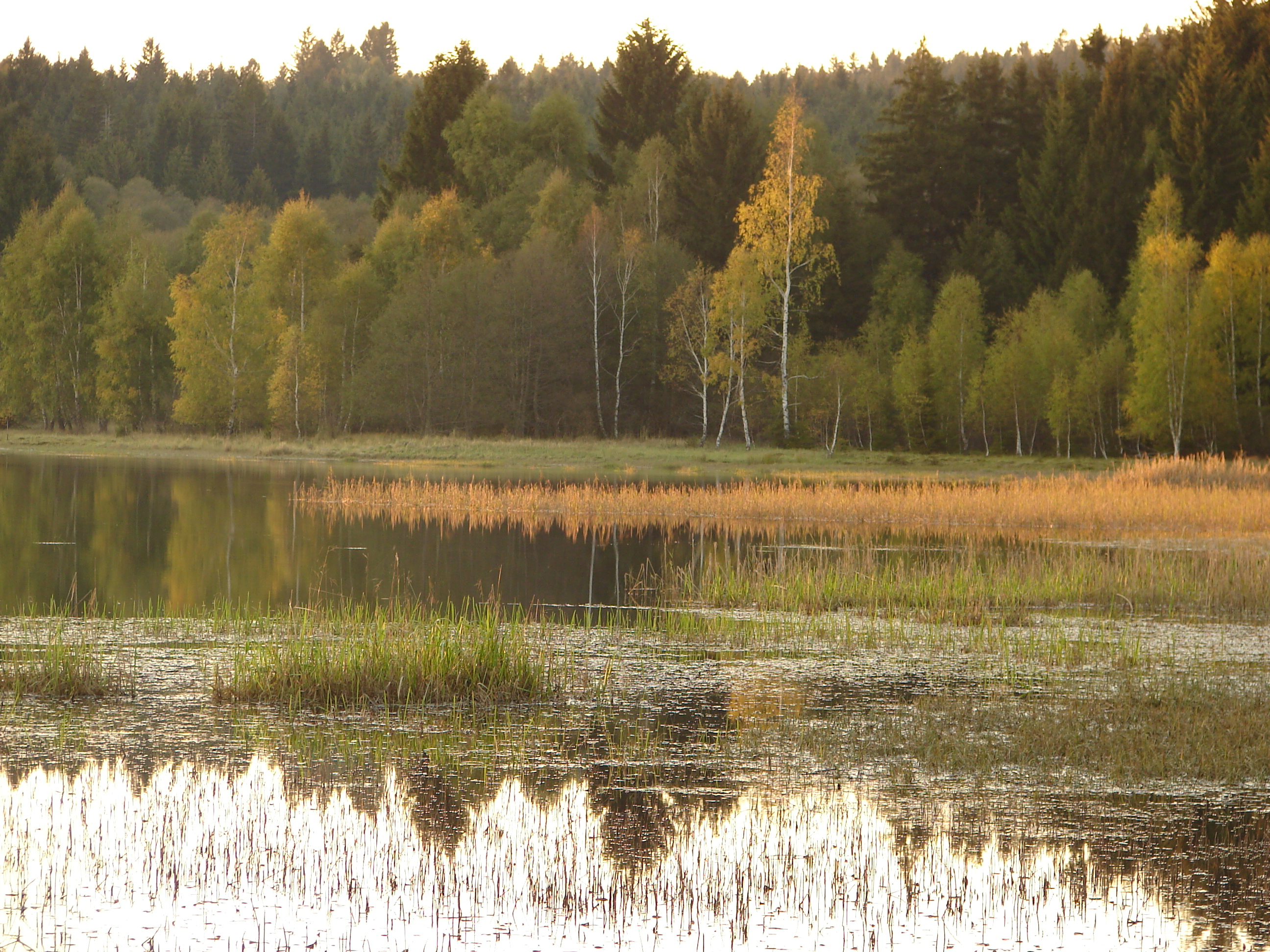
Přechod společenstev
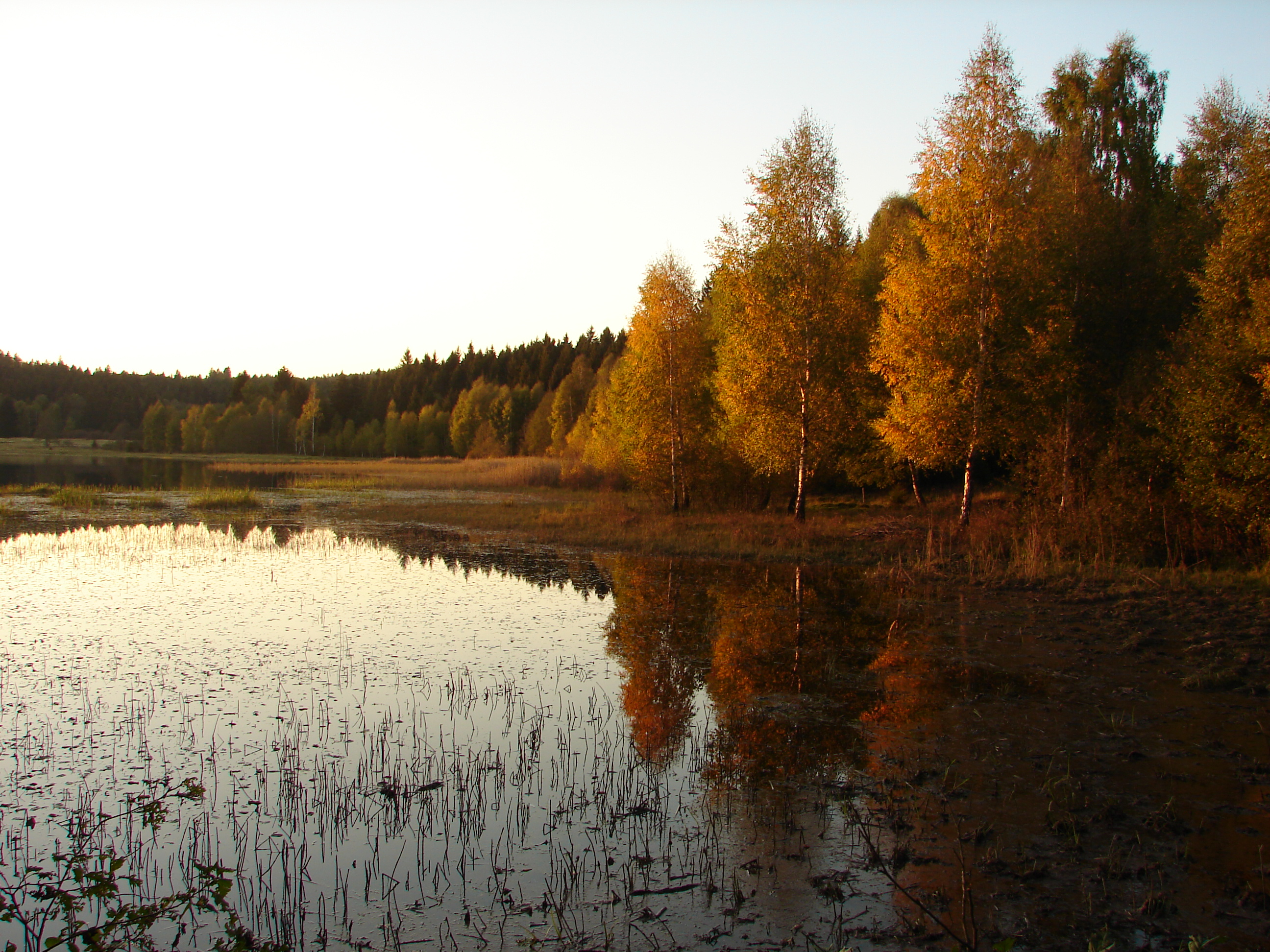
Členité břehy